# Chaville
Chaville este un oraș în Franța, în departamentul Hauts-de-Seine, în regiunea Île-de-France. 

## Personalități născute aici
- Philippe Soupault (1897 - 1990), scriitor.